# Andrés Iniesta
Andrés Iniesta Luján (Fuentealbilla, Albacete, 11 de mayo de 1984) es un exfutbolista español. Jugó en la posición de centrocampista, desarrollando la mayor parte de su carrera en el F. C. Barcelona y en la selección española, siendo el futbolista más laureado en la historia de su país, con un total de 40 títulos oficiales. Es ampliamente considerado como uno de los mejores futbolistas de su generación y uno de los mejores centrocampistas de la historia.
Su formación como futbolista comenzó con ocho años en las categorías inferiores del Albacete Balompié. Tras una destacada actuación en el torneo nacional alevín fichó a los doce años por el F. C. Barcelona, trasladando su residencia a «La Masía». En 2002 debutó en Primera División con el primer equipo azulgrana, jugando 16 temporadas (2002-2018) y conquistando 32 títulos como barcelonista: nueve de La Liga, seis de la Copa del Rey, siete de la Supercopa de España, cuatro de Liga de Campeones de la UEFA, tres de la Supercopa de Europa y tres de la Copa Mundial de Clubes de la FIFA. Centrocampista con una técnica extraordinaria, olfato de gol y gran asistente, jugó 674 partidos oficiales con el F. C. Barcelona, anotando 57 goles y enlazando 139 asistencias de gol, convirtiéndose en uno de los jugadores más importantes de la historia del club. Es además el cuarto jugador con más partidos en la historia del Barcelona, solo por detrás de Sergio Busquets, Xavi Hernández y Lionel Messi.
Como internacional español se proclamó consecutivamente con las categorías juveniles de la selección nacional, campeón continental sub-16 en 2001, sub-19 en 2002 y subcampeón mundial juvenil en 2003. Debutó con la selección española en el Estadio Carlos Belmonte de Albacete en 2006 frente a Rusia, siendo internacional absoluto con España hasta 2018, totalizando 131 partidos y 14 goles. Por tanto, es miembro del FIFA Century Club, formado por aquellos futbolistas con más de cien internacionalidades con su selección. Con ella se proclamó bicampeón de Europa en 2008 y 2012, siendo pieza clave en la consecución de ambos títulos, y campeón del mundo en 2010, anotando el célebre gol de la victoria ante los Países Bajos en el minuto 116' de la final que dio el título mundial a España. Estos éxitos le valieron para ser nombrado Jugador del Partido de la Final de la Eurocopa y Jugador del Partido de la Final de la Copa del Mundo. Fue también subcampeón de la Copa Confederaciones en 2013 y medalla de bronce en la Copa Confederaciones de 2009.
A nivel individual, ha sido nominado al Balón de Oro ininterrumpidamente entre 2009 y 2016, resultando una vez segundo (2010), una tercero (2012) y dos veces cuarto (2009 y 2011), y ha sido incluido nueve años en el XI Mundial FIFA/FIFPro y seis en el Equipo del año UEFA. En 2012 fue nombrado «Mejor Jugador de la Eurocopa» y «Mejor Jugador en Europa de la UEFA», siendo el primer futbolista en obtener estos galardones en un mismo año. Fue elegido Mejor Constructor de Juego del Mundo por la Federación Internacional de Historia y Estadística de Fútbol (IFFHS) en dos ocasiones (2012 y 2013), Mejor Centrocampista de La Liga en cinco ocasiones (2009, 2011, 2012, 2013 y 2014) y forma parte del selecto grupo de ocho jugadores que ha logrado en dos ocasiones el triplete en Europa (2009 y 2015), esto es, ganar en un mismo año los títulos de liga, copa nacional y el máximo título continental. También logró el sextete (2009) o, lo que es lo mismo, ganar seis títulos de manera consecutiva en una misma temporada y el triplete de selecciones (2008-2012) o ganar tres torneos internacionales de manera consecutiva.
Ha sido distinguido con la Medalla de Oro de la Real Orden del Mérito Deportivo en 2011, con la Medalla de Oro de Castilla-La Mancha el mismo año y con la Gran Cruz de la Real Orden del Mérito Deportivo en 2018, además de haber sido nombrado Hijo Adoptivo de Albacete en 2010, recibiendo la Ciudad Deportiva del Albacete Balompié, el nombre de «Ciudad Deportiva Andrés Iniesta».
En 2011 recibió el premio Marca Leyenda. El 14 de diciembre de 2020, fue incluido como mediocentro ofensivo en el tercer Dream Team histórico del Balón de Oro. En 2021, se instaló un monumento en su honor en pleno centro de la capital albaceteña. Se trata de una estatua ganadora del III Premio Internacional de Escultura Julio Pascual, organizado por la Fundación Soliss, realizada por el escultor valenciano Javier Molina Gil. La escultura, denominada “Imparable”, representa el momento en que Iniesta golpea el balón en la final del Mundial de Sudáfrica en 2010 para anotar el gol que dio a España su primer Campeonato del Mundo.
El 8 de octubre de 2024, anunció oficialmente su retiro del fútbol.

## Trayectoria

### Albacete Balompié
Andrés Iniesta, con ocho años, fue inscrito en las pruebas de acceso de las categorías inferiores del Albacete Balompié. Tras superar dichas pruebas, ingresó en el primer equipo de benjamines del club manchego.
En junio de 1996, con doce años, participó con el Albacete, en el Torneo Nacional Alevín disputado en Brunete, que reunía a los equipos alevines de las canteras de los 22 clubes de Primera División. Tras su destacada actuación en el torneo, los dos grandes clubes del país intentaron su fichaje. Finalmente, fue el Barcelona quien incorporó al jugador en septiembre de ese mismo año, trasladándose a «La Masía», residencia de formación de la cantera barcelonista.

### Fútbol Club Barcelona

#### 2002-08

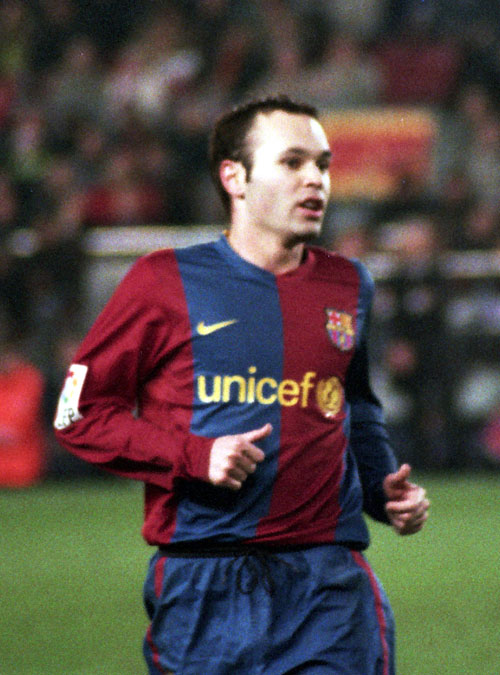
Andrés Iniesta en 2006.

En septiembre de 1996, con doce años, comenzó en las categorías inferiores del Barcelona, formando parte del equipo de primer año de categoría infantil. Jugando ya en el equipo filial, el Barcelona B, el joven manchego fue llamado el 5 de febrero de 2001 por Lorenzo Serra Ferrer, para entrenar junto a la primera plantilla del club. Durante la temporada 2002-03, hizo su debut con el primer equipo de la mano del entrenador Louis van Gaal, primero en Liga de Campeones el 29 de octubre de 2002, con victoria en campo del Brujas (0-1), y en Liga el 21 de diciembre de 2002, con victoria a domicilio por 0-4 ante el Mallorca. Durante esa temporada y la siguiente, alternó los partidos del filial barcelonista, con algunos encuentros del primer equipo.
En la temporada 2004-05 pasó a formar parte definitivamente de la plantilla del primer equipo, y participó muy activamente en la consecución del Campeonato Nacional de Liga. Pese a que no fue titular habitual en el once de Frank Rijkaard, acostumbraba a ser el primer jugador en salir al campo en las segundas partes. De hecho, solo se perdió un partido de La Liga y fue Iniesta, participando en treinta y siete encuentros, el jugador de la plantilla que disputó más partidos esa temporada, junto a Samuel Eto'o.
El 17 de mayo de 2006 participó en la final de la Liga de Campeones, celebrada en el Stade de France de París, que enfrentó al Barcelona con el Arsenal de Wenger. Iniesta tuvo un papel destacado, al igual que los otros reservas: Henrik Larsson y Juliano Belletti. Este último acabaría marcando el gol de la victoria. Iniesta entró al campo cuando su equipo perdía 1-0, pero los catalanes remontaron ese resultado adverso con la participación activa de los tres cambios en las jugadas de gol, finalizando el partido con un 2-1 a favor del Barcelona que consiguió por segunda vez en su historia dicho torneo.
En la temporada 2007/08, tras la salida del francés Ludovic Giuly del club, el 19 de junio de 2007 cambió el dorsal «24», por su dorsal definitivo, el «8», que portaba habitualmente en categorías inferiores. El 25 de enero de 2008, Iniesta renovó hasta el 30 de junio de 2014, aumentando su cláusula de rescisión desde los 60 a los 150m€. El 2 de octubre de 2024, Predrag Mijatović, director deportivo del Real Madrid entre 2006 y 2009, reveló que había intentado fichar a Iniesta. El Real Madrid estaba dispuesto a pagar su cláusula de rescisión y había llegado a un acuerdo con el padre de Iniesta. Pero el jugador decidió renovar su contrato con el Barcelona.

#### 2008-09
Muestra de su mayor peso en el equipo, la temporada 2008/09 fue elegido cuarto capitán, por detrás de Carles Puyol, Xavi Hernández y Víctor Valdés. El 12 de enero de 2009 se hizo pública la lista final del Jugador Mundial de la FIFA 2008 en la que Iniesta figuraba como noveno mejor jugador del año.
El 6 de mayo de 2009 marcó uno de los goles más importantes de su carrera, el que clasificó al Barcelona para la final de Liga de Campeones. Sucedió en el estadio Stamford Bridge de Londres contra el Chelsea, que iba ganando por 1 a 0. El gol de Iniesta, en el minuto 93, supuso el empate del partido y decantó la eliminatoria a favor del Barça por el valor doble del gol visitante. El 27 de mayo Iniesta fue titular en la final de la Liga de Campeones, asistiendo a Samuel Eto'o en el primer gol en la que fue su segunda Liga de Campeones y su primer triplete.
En 2018 reconoció que pasó un verano muy malo tras el triplete a causa de una depresión, fruto de diversos asuntos como la falta de ilusión, la presión o el fallecimiento de Dani Jarque

#### 2009-10
El 18 de octubre, Iniesta fue incluido en una lista de 30 candidatos para el prestigioso Balón de Oro, dado el mejor jugador del año en Europa, junto con sus compañeros de equipo Xavi, Lionel Messi, Thierry Henry, Yaya Touré, Zlatan Ibrahimović y su excompañero Samuel Eto'o. Andrés fue uno de los cinco nominados para el Jugador Mundial del Año, junto sus compañeros de equipo Lionel Messi y Xavi Hernández. Orgulloso de la nominación, comentó que "los aficionados del equipo que siempre han estado ahí para apoyar nuestro compañeros de equipo también merecen ser reconocidos". La ceremonia se celebró en Zúrich y su compañero de equipo Lionel Messi se llevó el premio. Iniesta colocó quinto con 134 votos. Marcó su primer gol en la temporada ante el Racing de Santander en la victoria por 4-0. La temporada 2009-10 de Iniesta fue interrumpida en gran parte por las lesiones recurrentes. Se perdió el entrenamiento físico de pretemporada debido a la rotura del aductor sufrida en la final de la Liga de Campeones 2009, y esto significaba que a pesar de que jugó en casi tantos partidos como la temporada anterior, lo hizo todo como un sustituto, a partir de tan sólo 20 juegos completos. Sin embargo, el Barcelona ganó el título de Liga, nuevamente, asegurando un registro de 99 puntos. Su temporada llegó a su fin después de que se resintió de una lesión en la pantorrilla anterior durante el entrenamiento.

#### 2010-11

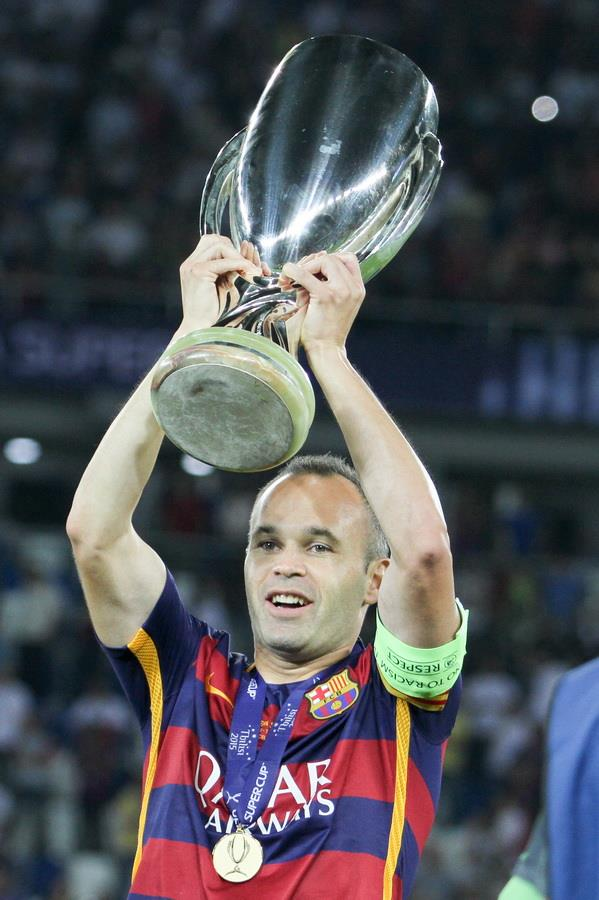
Andrés Iniesta levantando el trofeo de la Supercopa de Europa 2015.

El 10 de enero de 2011 se entregó el premio FIFA Balón de Oro 2010, en el que Iniesta fue el segundo clasificado (Balón de Plata), por detrás de Lionel Messi y fue incluido en el once ideal. Aquella temporada acabaría ganando su quinta Liga española y su tercera Liga de Campeones con el Barcelona.

#### 2011-12
El 17 de agosto de 2011 marcó el primer gol del partido de vuelta de la final de la Supercopa de España ante el Real Madrid, que acabó con una victoria por 3-2. El 25 de mayo de 2012 conquistó su segunda Copa del Rey como jugador del Fútbol Club Barcelona, si bien fue la primera final que ganaba ya que la de 2009 no la pudo disputar por lesión.

#### 2012-13
El 30 de agosto de 2012 fue elegido mejor jugador de Europa de la UEFA de la temporada 2011-12, imponiéndose a Lionel Messi y Cristiano Ronaldo.

#### 2013-14
El 19 de diciembre de 2013 renovó con el F. C. Barcelona prolongando su contrato hasta 2018.

#### 2014-15
Iniesta capitaneó con regularidad al Barcelona a lo largo de la temporada, que acabó con la conquista del segundo triplete, anotando tres veces durante la campaña de Copa del Rey del equipo y participando en 42 encuentros. Andrés fue elegido mejor jugador de la final de la Liga de Campeones ganada a la Juventus (3-1), en la que asistió en el primer gol de Rakitić.

#### 2015-16
La temporada 2015-16, Iniesta pasó a ser el primer capitán del Fútbol Club Barcelona. Comenzó el 11 de agosto de 2015, con la victoria 5–4 frente al Sevilla FC en la Supercopa de Europa, siendo el primer trofeo que el jugador manchego alzaba como capitán. El 20 de diciembre de 2015 lograron el segundo título, la Copa Mundial de Clubes, después de la victoria en la final por 3–0 frente a River Plate de Argentina.
El 14 de mayo de 2016, en la última jornada del campeonato, se hicieron con la «La Liga», la octava en la carrera del manchego, igualando las 8 conseguidas por Xavi, Camacho, Di Stéfano y Sanchís. El 22 de mayo de 2016, consumaron el «doblete» al imponerse al Sevilla FC en la final de «La Copa», en la que Iniesta fue nombrado jugador del partido.

#### 2016-17
Iniciando la temporada, Iniesta ganó la Supercopa de España con el Barcelona, aunque no pudo jugar la vuelta en el Camp Nou por lesión. El 27 de mayo ganó su tercera Copa del Rey consecutiva, tras vencer al Deportivo Alavés por 3-1.

#### 2017-18
En octubre de 2017 firmó un contrato vitalicio con el club catalán. El 21 de abril de 2018 ganó la Copa del Rey tras una meritoria victoria por 5 a 0 ante el Sevilla, con gol incluido, ganando su título número 31 con el equipo catalán.
El 27 de abril de 2018 anunció su marcha definitiva del F. C. Barcelona, después de 22 años en el club. El 29 de abril se proclamó campeón de Liga, por novena vez, en el Estadio de Riazor tras vencer (2-4) al Deportivo.
El 20 de mayo de 2018 cerró su ciclo como azulgrana frente a la Real Sociedad donde el Barcelona ganó 1-0 con gol de Philippe Coutinho. Andrés fue sustituido a los 81 minutos de juego por Paco Alcácer.

### Vissel Kobe

#### 2018
El 24 de mayo de 2018 fue presentado como nuevo jugador del Vissel Kobe de la J1 League, que había comenzado en el mes de febrero. Este traspaso le convertiría en uno de los futbolistas mejor pagados del mundo según la revista Forbes.
El 27 de julio de 2018 hizo su debut con Vissel Kobe, en el Noevir Stadium Kobe en la jornada diecisiete de la J1 League, jugando media hora de partido en la derrota por cero a tres ante Shonan Bellmare. En la ciudad de Kobe se juntó con otro campeón del mundo como el alemán Lukas Podolski.
El 11 de agosto anotó su primer gol con Vissel Kobe en la jornada veintiuno en la victoria ante Júbilo Iwata, Iniesta marcó el primer gol del partido. El 22 de agosto hizo su debut en la Copa del Emperador jugando treinta y cuatro minutos de la cuarta ronda, cayendo eliminado ante el Sagan Tosu 3-0 del español Fernando Torres. Finalizó su primera temporada quedando décimo clasificado en liga y disputando quince partidos, anotando 3 goles y consiguiendo 3 asistencias.

#### 2019
El 21 de diciembre de 2019 disputó la semifinal de la Copa del Emperador en el Noevir Stadium Kobe, consiguiendo un gol y el pase a su primera final con Vissel Kobe, saliendo de titular y siendo capitán del equipo en la victoria por tres a uno sobre Shimizu S-Pulse. El 1 de enero jugó su primera final con el club japonés en el Estadio Olímpico de Tokio (2019), siendo titular y capitán del equipo que conquistó la Copa del Emperador 2019 por primera vez en su historia con una victoria por dos a cero sobre el Kashima Antlers.
Iniesta, acabó esta temporada obteniendo un octavo puesto en liga y disputando un total de 25 partidos, anotando siete goles y dando seis asistencias, y levantando su primer título como capitán con el conjunto nipón.

#### 2020
El 8 de febrero de 2020 jugó su segunda final y se consagró campeón siendo capitán de la Supercopa de Japón 2020 en el Estadio Saitama 2002 ante Yokohama F. Marinos por cinco a seis en la tanda de penaltis tras empatar a tres los noventa minutos de reglamentarios.
El 2 de septiembre jugó veinte minutos en los cuartos de final de la Copa J. League entrando en sustitución de Sergi Samper, cayendo eliminado por cero a seis ante el Kawasaki Frontale.
El 19 de febrero hizo su debut en competición internacional con el equipo japonés saliendo de titular como capitán en la victoria por cero a uno ante Suwon Bluewings surcoreano en la Liga de Campeones de la AFC. Anotó su primer gol en la victoria por uno a tres de vissel ante el Guangzhou Evergrande de la República Popular China. El equipo llegó hasta las semifinales de la competición en la primera participación de su historia, cayendo eliminado ante el campeón del torneo, el club surcoreano de Ulsan Hyundai. Iniesta se perdió el partido de la semifinal por una lesión.

#### 2021
El 11 de mayo de 2021 renovó por el club nipón hasta 2023.
El 25 de mayo de 2023 anunció que abandonaría el equipo japonés por tener pocos minutos de juego. Disputó su último partido el 1 de julio jugando 57 minutos en el empate a uno ante el Hokkaido Consadole Sapporo.

### Emirates Club
El 9 de agosto de 2023 se hizo oficial su fichaje por el Emirates Club de los Emiratos Árabes Unidos. Realizó su debut nueve días después entrando como suplente en una derrota por la mínima ante el Al-Wasl F. C. En el siguiente partido marcó, desde el punto de penalti, su primer gol en el tiempo de descuento que les daba la victoria contra el Ajman Club, remontando un marcador de 1-3, aunque finalmente los visitantes lograron empatar.
El 1 de junio de 2024, el Emirates Club perdió 3-2 frente al Al Bataeh y decretó su descenso a la segunda división. A final de temporada quedó libre y siguió en Emiratos Árabes Unidos entrenando mientras decidía si continuar jugando o retirarse. El siguiente 1 de octubre, por medio de una publicación en sus redes sociales, informó que el día 8 de ese mismo mes iba a comunicar su futuro.
El 8 de octubre de 2024, anunció de manera oficial, a través de una rueda de prensa, su retiro del fútbol profesional.

## Selección nacional

### Categorías inferiores
Su trayectoria como internacional español, comenzó en 2001 con las categorías juveniles, con las que disputó un total de 45 encuentros, pasando por todas sus selecciones desde la sub-16 a la sub-21, a excepción de la olímpica. Disputó las cuatro fases finales (dos continentales y dos mundiales), de campeonatos internacionales hasta categoría sub-20, proclamándose campeón de Europa sub-16 en 2001 y sub-19 en 2002, y subcampeón mundial juvenil en 2003. Finalmente (2003-2006), con la selección sub-21 de la que fue capitán, disputó 18 encuentros y anotó 6 goles.

### Selección absoluta

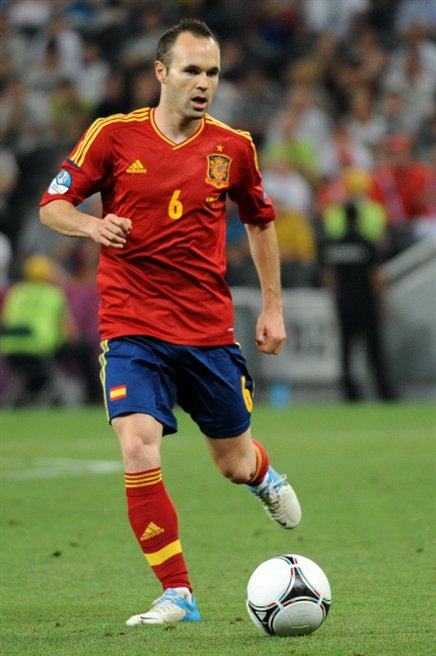
Iniesta con en la final de la Eurocopa 2012 frente a.

Su primera convocatoria con la selección absoluta, coincidió con la lista que el seleccionador Luis Aragonés, dio el 15 de mayo de 2006 para el Mundial de Alemania. Su debut se produjo el 27 de mayo de 2006, en el partido amistoso de preparación para el Mundial ante Rusia, en el Estadio Carlos Belmonte de Albacete. Su primer partido de competición oficial y como titular, fue ante Arabia Saudí en el Mundial de Alemania. En ese Mundial, España hizo pleno de victorias en la fase de grupos y pasó como primera a los octavos de final. Finalmente el cruce inesperado ante la veterana Francia de Zidane (segunda de su grupo y a la postre finalista del Mundial), fue un obstáculo insalvable para la todavía poco experimentada selección de Luis Aragonés.
El 7 de febrero de 2007, marcó su primer tanto con España, en la prestigiosa victoria en Old Trafford ante Inglaterra por 0-1, que dio comienzo al récord histórico de imbatibilidad de una selección nacional, de 35 partidos consecutivos sin perder. Esa victoria en Inglaterra, marcó un punto de inflexión en la historia de la selección española, que tras un inicio adverso en la fase de clasificación de la Eurocopa 2008, con las derrotas en Belfast ante Irlanda del Norte y en Estocolmo ante Suecia, da un vuelco con nueve victorias en los diez enfrentamientos restantes de ese grupo de clasificación, entre las que destacan los dos enfrentamientos clave ante Dinamarca (rival directo en el grupo), en la ida del 24 de marzo en el Bernabéu, con victoria por 2-1 y en la vuelta del 13 de octubre en Århus (1-3), que dejaba encarrilada la clasificación para la Eurocopa y que es considerado como el partido del inicio del tiki-taka, tras la culminación de una jugada de 27 pases que acabó en el gol de Sergio Ramos. Tras obtener el pase a la Eurocopa 2008 como primeros de grupo y las dos victorias consecutivas ante dos campeonas del mundo como Francia e Italia, meses antes del inicio de la Eurocopa, España se presentaba en el torneo continental como una clara favorita.
La Eurocopa 2008, supuso el torneo de consagración de Iniesta. El manchego, que fue anunciado el 17 de mayo de 2008, como uno de los 23 integrantes de España para la Eurocopa, lució durante el torneo el dorsal número «6» que había llevado hasta entonces David Albelda, sustituyendo el «16» que llevaba en sus inicios. Destacó de su participación, ser el único jugador del conjunto español que disputó todos los encuentros como titular, ser nombrado jugador del partido de la semifinal ante Rusia, considerado el mejor partido de la selección en el campeonato y ser incluido por la UEFA en el Equipo del Torneo de la Eurocopa. El 29 de junio de 2008, en el Estadio Ernst Happel de Viena, España se proclamaba ante Alemania, campeona de Europa por segunda vez en su historia.
Al año siguiente, Iniesta quedó fuera de la convocatoria de Vicente del Bosque, el nuevo entrenador de la selección española, para la Copa FIFA Confederaciones 2009 debido a la recaída de una lesión muscular sufrida semanas antes.
En la Copa Mundial de la FIFA Sudáfrica 2010, Andrés fue convocado nuevamente siendo titular en todos los partidos de España salvo en uno debido a una lesión. En el torneo anotó dos goles, uno frente a la selección de Chile y el otro en la Final del Mundial en el Estadio Soccer City de Johannesburgo ante Países Bajos, el 11 de julio de 2010, marcando así el gol que dio la Copa del Mundo a España. Iniesta dedicó este último gol a Daniel Jarque, su amigo y jugador del Real Club Deportivo Español, fallecido un año antes, luciendo por este motivo una camiseta interior con el lema "Dani Jarque, siempre con nosotros", prenda que el jugador donó el 11 de noviembre de 2010 al RCD Español para que figure en el muro-homenaje a Dani Jarque, ubicado en la puerta 21 del Estadio Cornellá-El Prat de Barcelona.
El 1 de julio de 2012, en el Estadio Olímpico de Kiev, Iniesta añadía un título más a su palmarés con la selección, ya que fue convocado para disputar la Eurocopa 2012 en Ucrania y Polonia, torneo del que se proclamaron vencedores. Fue elegido "Mejor Jugador de la Eurocopa" y durante la competición, fue elegido en tres partidos, incluida la final, mejor jugador del partido.
Para la Copa Mundial de Fútbol de 2018 fue convocado para jugar su cuarto Mundial con la selección española. España quedó eliminada al perder por penales contra Rusia en los octavos de final, a pesar de que Andrés Iniesta convirtió su penal, en el que sería su último partido con la selección española.

### Participaciones en fases finales
| Torneo                 | Sede              | Resultado        | Partidos | Goles | Asistencias |
| ---------------------- | ----------------- | ---------------- | -------- | ----- | ----------- |
| Europeo Sub-16 de 2001 | Inglaterra        | Campeón          | 4        | 0     | –           |
| Mundial Sub-17 de 2001 | Trinidad y Tobago | Primera fase     | 3        | 0     | –           |
| Europeo Sub-19 de 2002 | Noruega           | Campeón          | 4        | 1     | 3           |
| Mundial Sub-20 de 2003 | EAU               | Subcampeón       | 7        | 3     | 3           |
| Mundial 2006           | Alemania          | Octavos de final | 1        | 0     | 0           |
| Eurocopa 2008          | Austria y Suiza   | Campeón          | 6        | 0     | 2           |
| Mundial 2010           | Sudáfrica         | Campeón          | 6        | 2     | 0           |
| Eurocopa 2012          | Polonia y Ucrania | Campeón          | 6        | 0     | 1           |
| Confederaciones 2013   | Brasil            | Subcampeón       | 5        | 0     | 1           |
| Mundial 2014           | Brasil            | Primera fase     | 3        | 0     | 1           |
| Eurocopa 2016          | Francia           | Octavos de final | 4        | 0     | 1           |
| Mundial 2018           | Rusia             | Octavos de final | 4        | 0     | 1           |

### Goles como internacional
| #   | Fecha                   | Lugar                                  | Rival        | Gol | Resultado | Competición                 |
| --- | ----------------------- | -------------------------------------- | ------------ | --- | --------- | --------------------------- |
| 1.  | 7 de febrero de 2007    | Old Trafford, Mánchester, Inglaterra   | Inglaterra   | 0-1 | 0-1       | Amistoso                    |
| 2.  | 28 de marzo de 2007     | ONO Estadi, Palma de Mallorca, España  | Islandia     | 1-0 | 1–0       | Clasificación Eurocopa 2008 |
| 3.  | 2 de junio de 2007      | Skonto Stadium, Riga, Letonia          | Letonia      | 0-2 | 0-2       | Clasificación Eurocopa 2008 |
| 4.  | 8 de septiembre de 2007 | Laugardalsvöllur, Reikiavik, Islandia  | Islandia     | 1-1 | 1–1       | Clasificación Eurocopa 2008 |
| 5.  | 17 de noviembre de 2007 | Santiago Bernabéu, Madrid, España      | Suecia       | 2-0 | 3–0       | Clasificación Eurocopa 2008 |
| 6.  | 15 de octubre de 2008   | Rey Balduino, Bruselas, Bélgica        | Bélgica      | 1-1 | 1-2       | Clasificación Mundial 2010  |
| 7.  | 25 de junio de 2010     | Loftus Versfeld, Pretoria, Sudáfrica   | Chile        | 0-2 | 1-2       | Mundial 2010                |
| 8.  | 11 de julio de 2010     | Soccer City, Johannesburgo, Sudáfrica  | Países Bajos | 0-1 | 0-1       | Mundial 2010                |
| 9.  | 12 de octubre de 2010   | Hampden Park, Glasgow, Escocia         | Escocia      | 0-2 | 2-3       | Clasificación Eurocopa 2012 |
| 10. | 2 de septiembre de 2011 | AFG Arena, San Galo, Suiza             | Chile        | 1-2 | 3–2       | Amistoso                    |
| 11. | 29 de febrero de 2012   | La Rosaleda, Málaga, España            | Venezuela    | 1-0 | 5–0       | Amistoso                    |
| 12. | 30 de mayo de 2014      | Ramón Sánchez Pizjuán, Sevilla, España | Bolivia      | 2-0 | 2–0       | Amistoso                    |
| 13. | 5 de septiembre de 2015 | Carlos Tartiere, Oviedo, España        | Eslovaquia   | 2-0 | 2–0       | Clasificación Eurocopa 2016 |
| 14. | 11 de noviembre de 2017 | La Rosaleda, Málaga, España            | Costa Rica   | 5-0 | 5–0       | Amistoso                    |

## Estadísticas

### Clubes
Datos actualizados a fin de carrera deportiva.
| Club                         | Temporada     | Div.          | Liga  | Liga  | Liga   | Copa  | Copa  | Copa   | Internacional | Internacional | Internacional | Otras        | Otras        | Otras        | Total | Total | Total  |
| Club                         | Temporada     | Div.          | Part. | Goles | Asist. | Part. | Goles | Asist. | Part.         | Goles         | Asist.        | Part.        | Goles        | Asist.       | Part. | Goles | Asist. |
| ---------------------------- | ------------- | ------------- | ----- | ----- | ------ | ----- | ----- | ------ | ------------- | ------------- | ------------- | ------------ | ------------ | ------------ | ----- | ----- | ------ |
| F. C. Barcelona "B" · España | 2000-01       | 2.ª B         | 10    | –     | ?      | –     | –     | –      | Inaccesibles  | Inaccesibles  | Inaccesibles  | Inaccesibles | Inaccesibles | Inaccesibles | 10    | 0     | ?      |
| F. C. Barcelona "B" · España | 2001-02       | 2.ª B         | 30    | 2     | ?      | –     | –     | –      | Inaccesibles  | Inaccesibles  | Inaccesibles  | Inaccesibles | Inaccesibles | Inaccesibles | 30    | 2     | ?      |
| F. C. Barcelona "B" · España | 2002-03       | 2.ª B         | 14    | 3     | ?      | –     | –     | –      | Inaccesibles  | Inaccesibles  | Inaccesibles  | Inaccesibles | Inaccesibles | Inaccesibles | 14    | 3     | ?      |
| F. C. Barcelona "B" · España | Total club    | Total club    | 54    | 5     | ?      | 0     | 0     | 0      | 0             | 0             | 0             | 0            | 0            | 0            | 54    | 5     | ?      |
| F. C. Barcelona · España     | 2002-03       | 1.ª           | 6     | –     | 1      | –     | –     | –      | 3             | –             | –             | –            | –            | –            | 9     | 0     | 1      |
| F. C. Barcelona · España     | 2003-04       | 1.ª           | 11    | 1     | 3      | 3     | 1     | –      | 3             | –             | 1             | –            | –            | –            | 17    | 2     | 4      |
| F. C. Barcelona · España     | 2004-05       | 1.ª           | 37    | 2     | 3      | 1     | –     | –      | 8             | –             | 2             | –            | –            | –            | 46    | 2     | 5      |
| F. C. Barcelona · España     | 2005-06       | 1.ª           | 33    | –     | 4      | 4     | –     | –      | 11            | 1             | 2             | 1            | –            | –            | 49    | 1     | 6      |
| F. C. Barcelona · España     | 2006-07       | 1.ª           | 37    | 6     | 5      | 6     | 1     | 1      | 8             | 2             | –             | 5            | –            | 1            | 56    | 9     | 7      |
| F. C. Barcelona · España     | 2007-08       | 1.ª           | 31    | 3     | 6      | 7     | –     | –      | 11            | 1             | 1             | –            | –            | –            | 49    | 4     | 7      |
| F. C. Barcelona · España     | 2008-09       | 1.ª           | 26    | 4     | 13     | 6     | –     | 1      | 11            | 1             | 3             | –            | –            | –            | 43    | 5     | 17     |
| F. C. Barcelona · España     | 2009-10       | 1.ª           | 29    | 1     | 5      | 3     | –     | 2      | 9             | –             | 1             | 1            | –            | 1            | 42    | 1     | 9      |
| F. C. Barcelona · España     | 2010-11       | 1.ª           | 34    | 8     | 4      | 5     | –     | 3      | 10            | 1             | 7             | 1            | –            | 1            | 50    | 9     | 15     |
| F. C. Barcelona · España     | 2011-12       | 1.ª           | 27    | 2     | 10     | 6     | 2     | 1      | 8             | 3             | 1             | 5            | 1            | –            | 46    | 8     | 12     |
| F. C. Barcelona · España     | 2012-13       | 1.ª           | 31    | 3     | 16     | 5     | 2     | 3      | 10            | 1             | 1             | 2            | –            | 2            | 48    | 6     | 22     |
| F. C. Barcelona · España     | 2013-14       | 1.ª           | 35    | 3     | 9      | 6     | –     | 1      | 9             | –             | 3             | 2            | –            | –            | 52    | 3     | 13     |
| F. C. Barcelona · España     | 2014-15       | 1.ª           | 24    | –     | 1      | 7     | 3     | 2      | 11            | –             | 5             | –            | –            | –            | 42    | 3     | 8      |
| F. C. Barcelona · España     | 2015-16       | 1.ª           | 28    | 1     | 2      | 4     | –     | 1      | 7             | –             | –             | 5            | –            | 1            | 44    | 1     | 4      |
| F. C. Barcelona · España     | 2016-17       | 1.ª           | 23    | –     | 3      | 5     | –     | –      | 8             | 1             | 2             | 1            | –            | –            | 37    | 1     | 5      |
| F. C. Barcelona · España     | 2017-18       | 1.ª           | 30    | 1     | 2      | 5     | 1     | –      | 8             | –             | 2             | 1            | –            | –            | 44    | 2     | 4      |
| F. C. Barcelona · España     | Total club    | Total club    | 442   | 35    | 87     | 73    | 10    | 15     | 135           | 11            | 31            | 24           | 1            | 6            | 674   | 57    | 139    |
| Vissel Kobe Japón            | 2018          | 1.ª           | 14    | 3     | 3      | 1     | –     | –      | –             | –             | –             | –            | –            | –            | 15    | 3     | 3      |
| Vissel Kobe Japón            | 2019          | 1.ª           | 23    | 6     | 6      | 2     | 1     | –      | –             | –             | –             | –            | –            | –            | 25    | 7     | 6      |
| Vissel Kobe Japón            | 2020          | 1.ª           | 26    | 4     | 6      | 1     | –     | –      | 7             | 2             | 3             | 1            | –            | 1            | 35    | 6     | 10     |
| Vissel Kobe Japón            | 2021          | 1.ª           | 23    | 6     | 4      | 4     | 1     | –      | –             | –             | –             | –            | –            | –            | 27    | 7     | 4      |
| Vissel Kobe Japón            | 2022          | 1.ª           | 24    | 2     | 3      | 2     | –     | –      | 1             | 1             | –             | –            | –            | –            | 27    | 3     | 3      |
| Vissel Kobe Japón            | 2023          | 1.ª           | 4     | –     | –      | 2     | –     | –      | –             | –             | –             | –            | –            | –            | 6     | 0     | 0      |
| Vissel Kobe Japón            | Total club    | Total club    | 114   | 21    | 22     | 12    | 2     | 0      | 8             | 3             | 3             | 1            | 0            | 1            | 135   | 26    | 26     |
| Emirates Club · EAU          | 2023-24       | 1.ª           | 20    | 5     | 1      | 3     | –     | –      | –             | –             | –             | –            | –            | –            | 23    | 5     | 1      |
| Emirates Club · EAU          | Total club    | Total club    | 20    | 5     | 1      | 3     | 0     | 0      | 0             | 0             | 0             | 0            | 0            | 0            | 23    | 5     | 1      |
| Total carrera                | Total carrera | Total carrera | 630   | 66    | 110    | 88    | 12    | 15     | 143           | 14            | 34            | 25           | 1            | 7            | 886   | 93    | 166    |
| 1. 2. 3. 4. 1.               |               |               |       |       |        |       |       |        |               |               |               |              |              |              |       |       |        |

### Selección nacional
Datos actualizados a fin de carrera deportiva.
| Selección | Temporada     | Europeo | Europeo | Europeo | Mundial(1) | Mundial(1) | Mundial(1) | Amistosos | Amistosos | Amistosos | Total(2) | Total(2) | Total(2) | Media goleadora |
| Selección | Temporada     | Part.   | Goles   | Asist.  | Part.      | Goles      | Asist.     | Part.     | Goles     | Asist.    | Part.    | Goles    | Asist.   | Media goleadora |
| --- | ------------- | ------- | ------- | ------- | ---------- | ---------- | ---------- | --------- | --------- | --------- | -------- | -------- | -------- | --------------- |
| Sub-15 · España | 2000          | -       | -       | -       | -          | -          | -          | 2         | -         | -         | 2        | 0        | 0        | 0,00            |
| Sub-15 · España | Total sel.    | 0       | 0       | 0       | 0          | 0          | 0          | 2         | 0         | 0         | 2        | 0        | 0        | 0,00            |
| Sub-16 · España | 2001          | 6       | -       | -       | -          | -          | -          | 1         | -         | -         | 7        | 0        | 0        | 0,00            |
| Sub-16 · España | Total sel.    | 6       | 0       | 0       | 0          | 0          | 0          | 1         | 0         | 0         | 7        | 0        | 0        | 0,00            |
| Sub-17 · España | 2001          | -       | -       | -       | 3          | -          | -          | 1         | -         | -         | 4        | 0        | 0        | 0,00            |
| Sub-17 · España | Total sel.    | 0       | 0       | 0       | 3          | 0          | 0          | 1         | 0         | 0         | 4        | 0        | 0        | 0,00            |
| Sub-19 · España | 2002          | 4       | 1       | 3       | -          | -          | -          | 3         | -         | -         | 7        | 1        | 3        | 0,14            |
| Sub-19 · España | Total sel.    | 4       | 1       | 3       | 0          | 0          | 0          | 3         | 0         | 0         | 7        | 1        | 3        | 0,14            |
| Sub-20 · España | 1999          | -       | -       | -       | 7          | 3          | 0          | -         | -         | -         | 7        | 3        | 0        | 0,42            |
| Sub-20 · España | Total sel.    | 0       | 0       | 0       | 7          | 3          | 0          | 0         | 0         | 0         | 7        | 3        | 0        | 0,42            |
| Sub-21 · España | 2004-05       | 4       | 1       | -       | -          | -          | -          | -         | -         | -         | 4        | 1        | 0        | 0,25            |
| Sub-21 · España | 2005-06       | 14      | 5       | -       | -          | -          | -          | -         | -         | -         | 14       | 5        | 0        | 0,35            |
| Sub-21 · España | Total sel.    | 18      | 6       | 0       | 0          | 0          | 0          | 0         | 0         | 0         | 18       | 6        | 0        | 0,33            |
| Absoluta · España | 2006          | 2       | -       | -       | 1          | -          | -          | 5         | -         | 1         | 8        | 0        | 1        | 0,00            |
| Absoluta · España | 2007          | 8       | 3       | 2       | -          | -          | -          | 4         | 1         | -         | 12       | 4        | 2        | 0,33            |
| Absoluta · España | 2008          | 6       | -       | 2       | 4          | 1          | 2          | 4         | -         | -         | 14       | 1        | 4        | 0,07            |
| Absoluta · España | 2009          | -       | -       | -       | 2          | -          | -          | 3         | -         | 1         | 5        | 0        | 1        | 0,00            |
| Absoluta · España | 2010          | 3       | 1       | 1       | 6          | 2          | -          | 6         | -         | 3         | 15       | 3        | 4        | 0,20            |
| Absoluta · España | 2011          | 2       | -       | 2       | -          | -          | -          | 7         | 1         | 1         | 9        | 1        | 3        | 0,11            |
| Absoluta · España | 2012          | 6       | -       | 2       | 3          | -          | -          | 5         | 1         | 3         | 14       | 1        | 5        | 0,07            |
| Absoluta · España | 2013          | -       | -       | -       | 10         | -          | 2          | 7         | -         | -         | 17       | 0        | 2        | 0,00            |
| Absoluta · España | 2014          | 2       | -       | -       | 3          | -          | 1          | 3         | 1         | -         | 8        | 1        | 1        | 0,12            |
| Absoluta · España | 2015          | 3       | 1       | -       | -          | -          | -          | 2         | -         | -         | 5        | 1        | 0        | 0,20            |
| Absoluta · España | 2016          | 4       | -       | 1       | 2          | -          | -          | 2         | -         | -         | 8        | 0        | 1        | 0,00            |
| Absoluta · España | 2017          | -       | -       | -       | 4          | -          | 2          | 4         | 1         | -         | 8        | 1        | 2        | 0,12            |
| Absoluta · España | 2018          | -       | -       | -       | 4          | -          | 2          | 4         | -         | 1         | 8        | 0        | 3        | 0,00            |
| Absoluta · España | Total sel.    | 36      | 5       | 10      | 39         | 3          | 9          | 56        | 5         | 10        | 131      | 13       | 29       | 0,09            |
| Total carrera | Total carrera | 64      | 12      | 13      | 49         | 6          | 9          | 63        | 5         | 10        | 176      | 23       | 32       | 0,15            |
| (1) En el caso de la selección absoluta incluye también los partidos de la Copa FIFA Confederaciones (2) Incluye los partidos de las fases de clasificación de Europeos y Mundiales |               |         |         |         |            |            |            |           |           |           |          |          |          |                 |

## Palmarés

### Campeonatos nacionales
| Título              | Club            | País   | Año  |
| ------------------- | --------------- | ------ | ---- |
| Liga de España      | F. C. Barcelona | España | 2005 |
| Supercopa de España | F. C. Barcelona | España | 2005 |
| Liga de España      | F. C. Barcelona | España | 2006 |
| Supercopa de España | F. C. Barcelona | España | 2006 |
| Copa del Rey        | F. C. Barcelona | España | 2009 |
| Liga de España      | F. C. Barcelona | España | 2009 |
| Supercopa de España | F. C. Barcelona | España | 2009 |
| Liga de España      | F. C. Barcelona | España | 2010 |
| Supercopa de España | F. C. Barcelona | España | 2010 |
| Liga de España      | F. C. Barcelona | España | 2011 |
| Supercopa de España | F. C. Barcelona | España | 2011 |
| Copa del Rey        | F. C. Barcelona | España | 2012 |
| Liga de España      | F. C. Barcelona | España | 2013 |
| Supercopa de España | F. C. Barcelona | España | 2013 |
| Liga de España      | F. C. Barcelona | España | 2015 |
| Copa del Rey        | F. C. Barcelona | España | 2015 |
| Liga de España      | F. C. Barcelona | España | 2016 |
| Copa del Rey        | F. C. Barcelona | España | 2016 |
| Supercopa de España | F. C. Barcelona | España | 2016 |
| Copa del Rey        | F. C. Barcelona | España | 2017 |
| Liga de España      | F. C. Barcelona | España | 2018 |
| Copa del Rey        | F. C. Barcelona | España | 2018 |
| Copa del Emperador  | Vissel Kobe     | Japón  | 2019 |
| Supercopa de Japón  | Vissel Kobe     | Japón  | 2020 |
| J1 League           | Vissel Kobe     | Japón  | 2023 |

### Campeonatos internacionales
| Título                 | Selección       | Sede              | Año  |
| ---------------------- | --------------- | ----------------- | ---- |
| Europeo Sub-16         | España (sub-16) | Inglaterra        | 2001 |
| Europeo Sub-19         | España (sub-19) | Noruega           | 2002 |
| Eurocopa               | España          | Austria y Suiza   | 2008 |
| Copa del Mundo         | España          | Sudáfrica         | 2010 |
| Eurocopa               | España          | Polonia y Ucrania | 2012 |
| Título                 | Club            | Sede              | Año  |
| Liga de Campeones      | F. C. Barcelona | París             | 2006 |
| Liga de Campeones      | F. C. Barcelona | Roma              | 2009 |
| Supercopa de Europa    | F. C. Barcelona | Mónaco            | 2009 |
| Copa Mundial de Clubes | F. C. Barcelona | EAU               | 2009 |
| Liga de Campeones      | F. C. Barcelona | Londres           | 2011 |
| Supercopa de Europa    | F. C. Barcelona | Mónaco            | 2011 |
| Copa Mundial de Clubes | F. C. Barcelona | Japón             | 2011 |
| Liga de Campeones      | F. C. Barcelona | Berlín            | 2015 |
| Supercopa de Europa    | F. C. Barcelona | Tiflis            | 2015 |
| Copa Mundial de Clubes | F. C. Barcelona | Japón             | 2015 |

### Distinciones
| Distinción                                           | Año                                                  |
| ---------------------------------------------------- | ---------------------------------------------------- |
| Mejor Jugador de la Eurocopa                         | 2012                                                 |
| Mejor Jugador en Europa de la UEFA                   | 2012                                                 |
| Equipo del Torneo de la Eurocopa                     | 2008, 2012                                           |
| Equipo de las Estrellas de la Copa del Mundo         | 2010                                                 |
| Nominado al Balón de Oro                             | 2009, 2010, 2011, 2012, 2013, 2014, 2015, 2016       |
| FIFA Balón de Plata                                  | 2010                                                 |
| FIFA Balón de Bronce                                 | 2012                                                 |
| XI Mundial FIFA/FIFPro                               | 2009, 2010, 2011, 2012, 2013, 2014, 2015, 2016, 2017 |
| Equipo del año UEFA                                  | 2009, 2010, 2011, 2012, 2015, 2016                   |
| Equipo Ideal de la Liga de Campeones                 | 2015, 2016                                           |
| XI Ideal de La Liga                                  | 2016                                                 |
| Mejor Jugador Español de La Liga                     | 2009                                                 |
| Mejor Centrocampista de La Liga                      | 2009, 2011, 2012, 2013, 2014                         |
| Premio IFFHS – Mejor constructor de juego del mundo  | 2012, 2013                                           |
| MARCA Leyenda                                        | 2011                                                 |
| Mejor Once de la J.League                            | 2019                                                 |
| Jugador del Partido                                  |                                                      |
| Jugador del Partido en la Eurocopa (1)               | 2008                                                 |
| Jugador del Partido en la Copa del Mundo (2)         | 2010                                                 |
| Jugador del Partido de la Final de la Copa del Mundo | 2010                                                 |
| Jugador del Partido de la Supercopa de Europa        | 2011                                                 |
| Jugador del Partido en la Eurocopa (2)               | 2012                                                 |
| Jugador del Partido de la Final de la Eurocopa       | 2012                                                 |
| Jugador del Partido de la Final de Liga de Campeones | 2015                                                 |
| Jugador del Partido de la Final de Copa de SM el Rey | 2016                                                 |
| Jugador del Partido en la Eurocopa (2)               | 2016                                                 |
| Once histórico de bronce del Balón de Oro            | 2020                                                 |

### Condecoraciones
| Distinción                                           | Año  |
| ---------------------------------------------------- | ---- |
| Gran Cruz de la Real Orden del Mérito Deportivo      | 2018 |
| Insignia de oro y brillantes del RCD Espanyol        | 2011 |
| Medalla de Oro de la Real Orden del Mérito Deportivo | 2011 |
| Medalla de Oro de Castilla-La Mancha                 | 2011 |
| Hijo Predilecto de Fuentealbilla                     | 2009 |
| Hijo Adoptivo de Albacete                            | 2010 |

## Cifras relevantes y récords
Cifras relevantes con el Fútbol Club Barcelona
- Segundo jugador con más títulos con el F. C. Barcelona: 32 (después de Leo Messi).[99]

Récords en el fútbol español
- Jugador español con más títulos (37), sumando los que ha conseguido con su club (32) y con la selección española incluyendo selecciones juveniles, títulos que están reconocidos por la FIFA (5).[100]

Récords en el fútbol europeo
- En 2012 fue el primer futbolista en ser nombrado el mismo año «Mejor Jugador de la Eurocopa» y «Mejor Jugador en Europa de la UEFA».[101]
- Iniesta forma parte del grupo de 14 jugadores que ha ganado el triplete en dos ocasiones, junto a: Samuel Eto'o, Xavi Hernández, Lionel Messi, Dani Alves, Pedro Rodríguez, Gerard Piqué y Sergio Busquets, Manuel Neuer, Thomas Müller, Javi Martínez, David Alaba, Jérôme Boateng y Lucas Hernández.

Otros récords
- Es el único jugador de la historia que ha sido nombrado MVP en una final de Champions (2015), en una final de Eurocopa (2012) y en una final del Mundial (2010).

## Vida personal
Iniesta está casado con Anna Ortiz; la pareja comenzó a salir en 2008 y se casaron el 8 de julio de 2012. Tienen 5 hijos: Valeria (nacida en abril de 2011), Paolo Andrea (nacido en mayo de 2015), Siena (nacida en mayo de 2017), Romeo (nacido en junio de 2019) y Olympia (nacida en febrero de 2023). Perdieron un niño, Andrés Jr., debido a un aborto espontáneo en marzo de 2014.Iniesta es católico.
Es licenciado en Ciencias de la Actividad Física y del Deporte.

## Propiedades

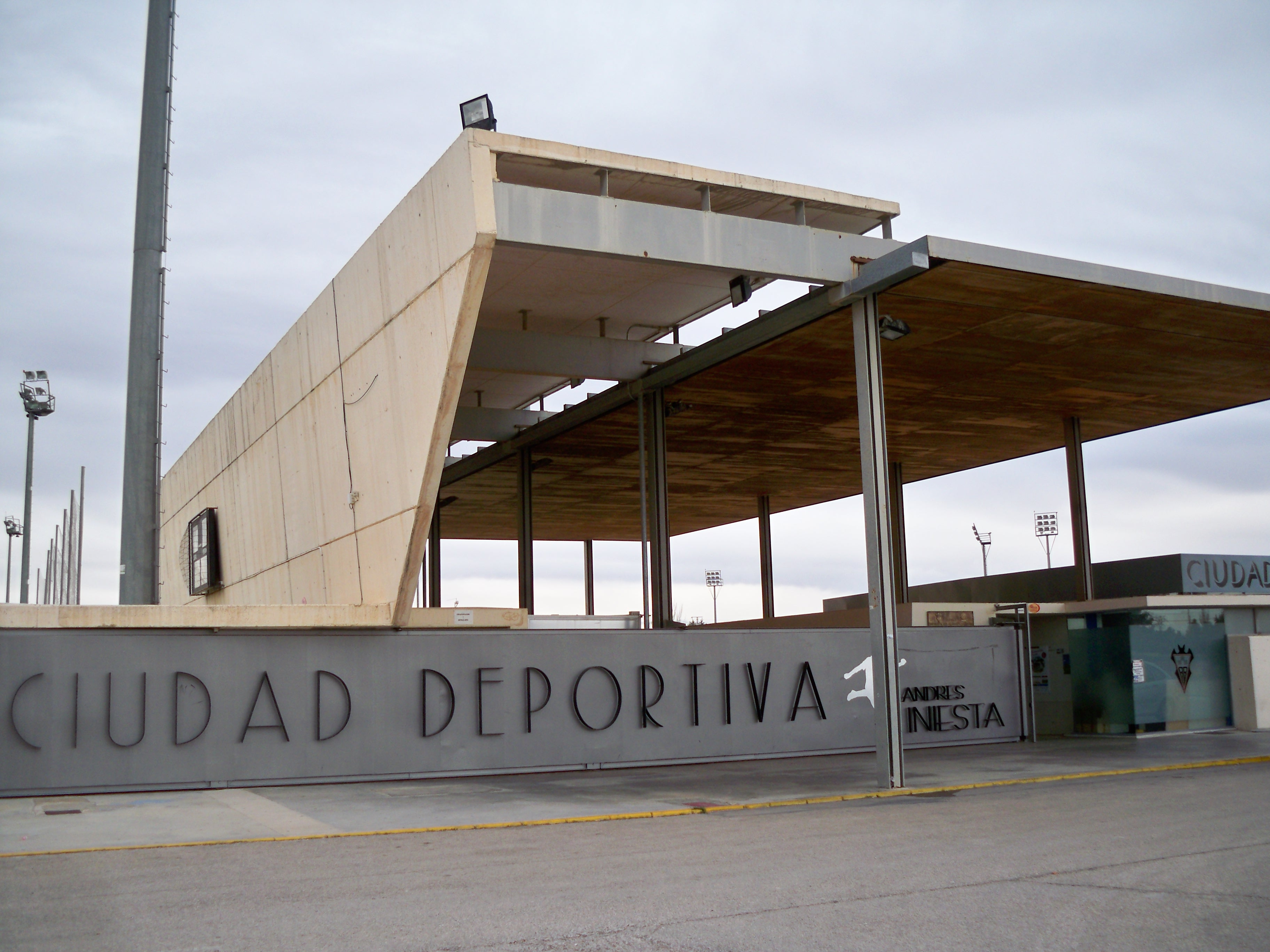
«Ciudad Deportiva Andrés Iniesta» del Albacete Balompié, nombrada así en 2012 como homenaje a su contribución en el club.

### Bodega Iniesta
Es propietario de la empresa vinícola «Bodega Iniesta», constituida en 2010 tras la construcción del edificio de la bodega en la finca de viñedos. Se trata de un negocio familiar y se encuentra ubicado en Fuentealbilla, comarca de La Manchuela, en una zona de tradición viticultora, con un microclima favorable para el cultivo de la vid entre la Meseta y el Mediterráneo.

### Accionista del Albacete Balompié
En diciembre de 2011 se convirtió en el máximo accionista del Albacete Balompié, club de donde salió hacia el Barcelona. La operación supuso la compra de 7000 acciones, valoradas en 420.000 euros. Además, a principios de la temporada 2011-12 firmó un acuerdo de patrocinio con dicho club mediante el cual luciría en sus camisetas la publicidad de su empresa vinícola: «Bodegas Iniesta». Fue patrocinador principal del equipo hasta 2014. En julio de 2017 dejó de ser accionista del club manchego.

## Filmografía
- Documental Canal+ (25-12-2010), «Informe Robinson - Cuando fuimos campeones» en Vimeo.
- Documental Mediaset.es (11-6-2015), «Iniesta de mi vida» en YouTube.[111]
- Documental LaLiga (25-5-2018), «Iniesta: La vida de un genio» en YouTube.